# Методи Димов
 Тази статия е за писателя и общественика от Македония.  За духовника от Македония вижте Методий Димов.  
Методи Борисов Димов е български писател и общественик и деец на Македонската патриотична организация, живял дълго време в Белгия.

## Биография
Методи Димов е роден през 1938 година в Битоля, тогава част от Югославия. Завършва средно образование и фотография в родния си град. Методи Димов е съратник на шефа на ВМРО Ванче Михайлов и един от най-пламенните застъпници на българската кауза в Македония. В 1956 година напуска нелегално Югославия и попада в гръцките лагери. След намесата на Ванче Михайлов и с помощта на белгийския крал през 1957 година Димов емигрира в Белгия. Там е сред основателите и активните участници в Македонската спортно-културна асоциация „Тодор Александров“. Той е дългогодишен сътрудник на вестник „Македонска трибуна“ – печатен орган на Македонската патриотична организация, както и на много български и чуждестранни издания.
Димов е автор на няколко книги, посветени на българското националноосвободително движение в Македония. Книгата „Габеро“, посветена на неговия дядо Тодор Димов – Габеро, става известна с политически скандал, когато се установява, че българският президент Георги Първанов е консултирал написването ѝ като сътрудник на Държавна сигурност.
През 1995 година Методи Димов се връща в Битоля, но е арестуван и екстрадиран от страната от властите в Република Македония. Той умира през 2004 година в град Дупница.
Награден е с юбилеен медал „100 години Илинденско-Преображенско въстание” (2003).